# Lequio Berria
Lequio Berria là một đô thị tại tỉnh Cuneo trong vùng Piedmont của Italia, vị trí cách khoảng 60 km về phía đông nam của Torino và khoảng 50 km về phía đông bắc của Cuneo. Tại thời điểm ngày 31 tháng 12 năm 2004, đô thị này có dân số 542 người và diện tích 11,9 km².
Lequio Berria giáp các đô thị: Albaretto della Torre, Arguello, Benevello, Borgomale, Bosia, Cravanzana và Rodello.